# 1787 Chiny
Az 1787 Chiny (ideiglenes jelöléssel 1950 SK) a Naprendszer kisbolygóövében található aszteroida. Sylvain Julien Victor Arend fedezte fel 1950. szeptember 19-én.